# Caligus triabdominalis
Caligus triabdominalis is een eenoogkreeftjessoort uit de familie van de Caligidae. De wetenschappelijke naam van de soort is voor het eerst geldig gepubliceerd in 1987 door Byrnes T..